# Centralnabjarezinská rovina

Centralnabjarezinská rovina (zeleně) na geomorfologické mapě Běloruska

Centralnabjarezinská rovina (bělorusky Цэнтральнабярэзінская раўніна) je zeměpisná oblast provincie Predpolessky; prostý, který se nachází v centru města Běloruska. Oblast zabírá 28 000 čtverečních m² s nadmořskou výškou mezi 150 až 180 metry.

## Zeměpisná poloha
Rovina leží ve středu Běloruska. Rozkládá se ve východní a jihovýchodní části Minské oblasti, v západní části Mohylevské oblasti a na samém severu Homelské oblasti. Rovina se rozprostírá 165 km od severu na jih a mezi 90 a 170 km od západu na východ. Je ohraničena Minskou a Oršanskou pahorkatinou na severozápadě a na severu, Oršansko-Mahiljoŭskou a Čačorskou rovinou na severu a východě, Běloruským Polesím na jihu a Kapylským hřebenem s přilehlými pláněmi na západě.

## Geologie
Rovina je součástí Východoevropské platformy. Leží na stabilní, klenbovité části platformy (štítu) kryté horizontálně uloženými sedimenty Běloruské anteklízy a pánevní (brachysynklinální) strukturě v jihozápadní části Aršanské syneklízy. Rovina se rozkládá na podloží svrchního proterozoika, paleozoika (hlavně devonu), mezozoika (druhohor) a kenozoika. Druhy kvartéru, neboli čtvrtohor nebo antropozoika (berezinské, dňaproŭské, sožské a paazjerské zalednění) mají mocnost 40 až 130 m. Na povrchu roviny jsou rozšířeny fluviální (říční) sedimenty s oblázky a malými balvany, písčité hlíny, místy morény horských sprašových skal, v údolí řek lužní písky, uhličité prohlubně rašeliny a další.
Minerály: draselná sůl, kamenná sůl, lepkavý jíl, písek pro silikátové stavebnictví, písek a štěrk, křída, sapropel, rašeliny a minerální vody.